# Sphaerophoria viridaenea
Sphaerophoria viridaenea är en tvåvingeart som beskrevs av Enrico Adelelmo Brunetti 1915. Sphaerophoria viridaenea ingår i släktet sländblomflugor, och familjen blomflugor. Inga underarter finns listade i Catalogue of Life.